# Alenka Trop Skaza
Alenka Trop Skaza, slovenska epidemiologinja in političarka, * 17. avgust 1964.
Leta 1989 je diplomirala na Medicinski fakulteti Univerze v Ljubljani in kasneje specializirala iz epidemiologije. Leta 2002 je doktorirala. Zaposlila se je v splošni ambulanti v zdravstvenem domu v Velenju, nato je okoli dvajset let delovala kot vodja Oddelka za epidemiologijo nalezljivih bolezni na Zavodu za zdravstveno varstvo Celje. Leta 2014 je prevzela vodenje celjske enote Nacionalnega inštituta za javno zdravje.
Po odstopu Tomaža Gantarja jo je takratna predsednica vlade Alenka Bratušek predlagala za novo zdravstveno ministrico. Mandat je nastopila 25. februarja 2014, zaradi pritiskov pa odstopila čez mesec dni, 25. marca. Dolžnosti je opravljala do 15. aprila, ko je funkcijo zdravstvene ministrice začasno prevzela predsednica vlade.